# Igreja Presbiteriana Reformada - Sínodo Geral
A Igreja Presbiteriana Reformada - Sínodo Geral - em inglês Reformed Presbyterian Church, General Synod - foi uma denominação cristã presbiteriana reformada  estadunidense, formada em 1833, por um grupo que se separou da Igreja Presbiteriana Reformada da América do Norte (IPRAN).  
Á época, a IPRAN proibia que seus membros exercessem direitos civis, como o voto ou que ocupassem funções públicas, bem como o juramente de lealdade a Constituição dos Estados Unidos. Um grupo de membros questionou este posicionamento. 
Isto resultou na divisão da denominação, em 1833, em dois sínodos distintos, apelidados de "Velha Luz" (o grupo que manteve a proibição do voto e juramento de lealdade a pátria) e o "Nova Luz" (que apoiava o exercício dos direitos políticos pelos seus membros e a fidelidade ao país).
O Sínodo da "Nova Luz" passou a conhecido como Igreja Presbiteriana Reformada - Sínodo Geral, desde então.
Em 1965, se uniu à Igreja Presbiteriana Evangélica (1956-1965) para formar a Igreja Presbiteriana Reformada - Sínodo Evangélico. Esta, por sua vez foi absorvida pela Igreja Presbiteriana na América em 1982.